# Zone of the Enders: The 2nd Runner
 (mars 2017).
Si vous disposez d'ouvrages ou d'articles de référence ou si vous connaissez des sites web de qualité traitant du thème abordé ici, merci de compléter l'article en donnant les références utiles à sa vérifiabilité et en les liant à la section « Notes et références ».
Zone of the Enders: The 2d Runner, également connu sous le nom de Anubis: Zone of the Enders, est un jeu vidéo d'action développé et édité par Konami en 2003 sur PlayStation 2. Le jeu a été réalisé par Shuyo Murata et produit par Hideo Kojima. Il fait partie de l'univers fictionnel Zone of the Enders.
Un portage PlayStation 4 et Windows est annoncé au Tokyo Game Show 2017 sous le titre Zone of the Enders: The 2nd Runner M∀RS.

## Synopsis
L'histoire de The 2d Runner se déroule au XXIIe siècle, six ans après les évènements de Zone of the Enders. Dingo Egrett, un ancien membre de BAHRAM devenu mineur de glace sur Callisto, découvre par hasard le Jehuty. À peine commence-t-il à s'interroger sur cette découverte qu'il est attaqué par l'armée de BAHRAM, qui convoitent l'Orbital Frame. Devant l'urgence de la situation, Dingo n'a d'autre choix que de prendre place à bord du Jehuty et de confronter ses assaillants.

## Système de jeu
Le joueur dirige à nouveau l'Orbital Frame Jehuty. Le gameplay est sensiblement le même que dans l'opus précédent. Les ennemis se comptent par dizaine à l'écran et les explosions sont très spectaculaires. Le joueur se retrouve confronté à maintes catégories d'ennemis, bien plus divers que dans le premier épisode, allant du petit drone de combat à des escouades de LEVs lourdement armés, ainsi que d'autres Orbital Frames en guise de boss. La progression n'oblige plus le joueur à faire d'incessants allers et retours entre diverses zones déjà visitées.
Les environnements sont en partie destructibles et le joueur peut ramasser certains éléments du décor pour s'en servir comme armes ou protections (pylône, plaque). 
Une fois le jeu fini, le joueur débloque plusieurs modes tel que les EX missions (il faut trouver les EX Files cachés dans le jeu) qui permettent de refaire certain passages du jeu en changeant les paramètres, le mode Versus se dote de nouveaux Orbital Frame etc.

## Développement
Beaucoup de joueurs attribuent, à tort, la création de la série Z.O.E. à Hideo Kojima, créateur de la série Metal Gear. Bien que ce dernier ait effectivement eu une influence non négligeable dans la création de la série (il en est d'ailleurs le producteur), le jeu est réalisé par Shuyo Murata, codirecteur de Metal Gear Solid 4: Guns of the Patriots. Kojima réalisa cependant la cinématique d'introduction et laissa sa marque sur divers éléments du scénario.

## Accueil
- Eurogamer : 8/10[1]
- Gamekult : 7/10[2]
- GameSpot : 8,5/10[3]
- IGN : 8,6/10[4]
- Jeuxvideo.com : 16/20[5]

Le jeu est cité dans Les 1001 jeux vidéo auxquels il faut avoir joué dans sa vie.